# Trachelas russellsmithi
Espèce
Trachelas russellsmithi est une espèce d'araignées aranéomorphes de la famille des Trachelidae.

## Répartition
Cette espèce est endémique d'Éthiopie. Elle se rencontre dans les environs d'Addis-Abeba.

## Description
Les femelles mesurent de 2,53 à 2,72 mm.

## Systématique et taxinomie
Cette espèce a été décrite par Haddad et Lyle en 2025.

## Étymologie
Cette espèce est nommée en l'honneur d'Anthony Russell-Smith.

## Publication originale
- Haddad & Lyle, 2025 : « A revision of the genus Trachelas L. Koch, 1872 (Araneae: Trachelidae) in the continental Afrotropical Region. » Zootaxa, no 5673(4), p. 451-493.